# Mercedes Drive Pilot
Der Mercedes Drive Pilot ist ein für autonomes Fahren bestimmtes System im Level 3 von Mercedes-Benz.
Das System kann seit dem Frühjahr 2025 bei der Mercedes S-Klasse und beim Mercedes EQS dazubestellt werden und wurde vom Kraftfahrt-Bundesamt bis zu einer Geschwindigkeit von 95 km/h zertifiziert.
Das Fahrzeug kann damit im normalen Verkehrsfluss einem vorausfahrenden Fahrzeug hinterherfahren. Dem Fahrer ist es so beispielsweise möglich, während der Fahrt Filme zu schauen, Zeitung zu lesen oder zu arbeiten. Ist die Situation für den Drive Pilot unübersichtlich, wird die Verantwortung an den Fahrer zurückgegeben; falls der Fahrer nicht reagiert, führt das System einen sicheren Nothalt durch.
Das System verfügt über 35 Sensoren wie Kameras, Radare, Ultraschallsensoren und LiDAR (Laser-Radar). Zusätzlich nutzt der Drive Pilot ein spezielles Positionierungssystem und spezielles Kartenmaterial, um jederzeit zentimetergenau zu wissen, auf welcher Autobahnspur sich das Auto befindet. Außen am Fahrzeug zeigen türkisfarbene Leuchten anderen Verkehrsteilnehmern an, wenn sich das Auto im Drive-Pilot-Modus befindet.